# Công ty cổ phần Phân bón Dầu khí Cà Mau
Công ty cổ phần Phân bón Dầu khí Cà Mau (tên giao dịch quốc tế: PetroVietnam Camau Fertilizer Joint Stock Company, tên thường gọi là Đạm Cà Mau, tên gọi tắt là PVCFC) là một đơn vị thành viên thuộc Tập đoàn Dầu khí Việt Nam hoạt động trong lĩnh vực phân bón, thành lập ngày 09/03/2011.

## Lịch sử
- Năm 2008, Nhà máy Đạm Cà Mau chính thức được đưa vào hoạt động.
- Năm 2011, thành lập Công ty TNHH MTV Phân bón Dầu khí Cà Mau và phát động phong trào thi đua xây dựng công trình Nhà máy Đạm Cà Mau
- Năm 2012:
  - Nhà máy Đạm Cà Mau có sản phẩm thương mại đầu tiên. Tổng thầu đã tin tưởng giao quyền điều phối chạy thử và chạy thử nghiệm công suất cho phía Chủ đầu tư và đã hoàn thành chạy thử nghiệm cho toàn bộ Nhà máy vào ngày 14/4/2012.
  - Ngày 23/4/2012, Hội đồng nghiệm thu cấp Nhà nước chấp thuận đưa vào vận hành thương mại sau khi đã có đầy đủ các văn bản chấp thuận về phòng cháy chữa cháy, môi trường, giấy phép khai thác nước mặt và xả thải.
  - Ngày 24/4/2012, hoàn thành bàn giao nhà máy cho Tập đoàn Dầu khí Việt Nam để đưa vào vận hành.
- Năm 2015: PVCFC chính thức chuyển sang mô hình công ty cổ phần.

## Ban lãnh đạo (hiện nay)
Chủ tịch HĐQT: Trần Ngọc Nguyên.
Tổng Giám đốc: Văn Tiến Thanh.

## Giải thưởng
- Giải thưởng Thương hiệu Quốc gia (4 lần liên tiếp)[1]
- Sao Vàng Đất Việt[2]
- Top 500 doanh nghiệp lớn nhất Việt Nam
- Hàng Việt Nam Chất lượng cao[3]
- Giải Vàng Chất lượng Quốc gia (2015, 2019-2020)

Cùng một số giải thưởng khác...

## Danh hiệu
- Huân chương Lao động hạng Nhì (năm 2016)[4]